# Otto Taschenberg

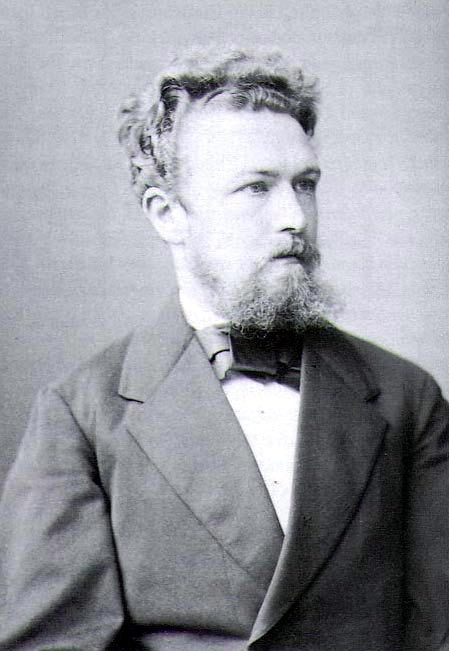
Otto Taschenberg im April 1880

Ernst Otto Wilhelm Taschenberg (* 23. März 1854 in Zahna; † 30. März 1922 in Halle) war ein deutscher Naturwissenschaftler und Professor an der Universität Halle-Wittenberg.

## Leben
Taschenberg wurde in der preußischen Provinz Sachsen geboren. Er studierte in Leipzig und Halle Naturwissenschaften und wurde 1877 in Halle mit einer Arbeit über Anatomie, Histologie und Systematik der Cylicozoa Leuckart, einer Ordnung der Hydrozoa promoviert. 1879, nur zwei Jahre später, folgte die Habilitation zum Thema Weitere Beiträge zur Kenntnis ectoparasitischer mariner Trematoden.
Ab 1887 gab Taschenberg die Bibliographie Bibliotheca Zoologica heraus. Daneben war Taschenberg als Gutachter im Bereich der Schädlingsbekämpfung tätig. 1911 wurde er zum ordentlichen Honorarprofessor für systematische Zoologie, Entomologie und Geschichte der Zoologie ernannt.
Taschenberg ist noch heute durch seine vielfältigen Publikationen zur Schädlingsbekämpfung und zur Entstehungsgeschichte der Vögel bekannt. Im Jahr 1885 wurde er zum Mitglied der Leopoldina gewählt.
Otto Taschenberg ist der Sohn von Ernst Ludwig Taschenberg, einem Professor für Insektenkunde in Halle.
Als außerordentlicher Professor an der Universität Halle schrieb er:
- Die Flöhe. Halle (Saale) 1880,
- Die Mallophagen. Halle 1882,
- Die Lehre von der Urzeugung. Halle 1882,
- Die Verwandlungen der Tiere. Freytag, Leipzig 1882, Digitalisierte Ausgabe der Universitäts- und Landesbibliothek Düsseldorf
- Bilder aus dem Tierleben. Freytag, Leipzig 1885 Digitalisierte Ausgabe der Universitäts- und Landesbibliothek Düsseldorf
- Die giftigen Tiere. Ein Lehrbuch für Zoologen, Mediziner und Pharmazeuten. Enke, Stuttgart 1909 Digitalisierte Ausgabe der Universitäts- und Landesbibliothek Düsseldorf

Taschenberg bearbeitete eine neue Folge der „Bibliotheca zoologica, 1861–1880“ (Leipzig 1886 ff.).

## Weitere Werke
- Anatomie, Histiologie und Systematik der Cylicozoa Leuckart, einer Ordnung der Hydrozoa, Diss. Uni Halle-Wittenberg 1877 Digitalisierte Ausgabe (BSB München)
- Weitere Beiträge zur Kenntniss ectoparasitischer mariner Trematoden. Habilitationsschrift Uni Halle-Wittenberg 1879 Digitalisierte Ausgabe (BSB München)
- Didymozoon, eine neue Gattung in Cysten lebender Trematoden. Zeitschrift für die gesamte Naturwissenschaft 52.1879, S. 605–617 + Tafel 6 Digitalisierte Ausgabe (Hathitrust)
- Bilder aus dem Tierleben : mit 86 Abb. Freytag, Leipzig 1885 (Digitalisierte Ausgabe)
- Historische Entwickelung der Lehre von der Parthenogenesis. Niemeyer, Halle 1892 Biodiversity Library
- zusammen mit Alexander Heyne: Die exotischen Käfer in Wort und Bild. G. Reusche, Leipzig 1908 Biodiversity Library